# Любомировка (Криничанский район)
Любомировка (укр. Любомирівка) — село,
Семеновский сельский совет,
Криничанский район,
Днепропетровская область,
Украина.
Код КОАТУУ — 1222086005. Население по переписи 2001 года составляло 68 человек.

## Географическое положение
Село Любомировка находится на расстоянии в 0,5 км от села Котляровка и в 1,5 км от села Семеновка.
По селу протекает пересыхающий ручей с запрудой.

## Известные люди
В селе родился Герой Советского Союза Андрей Зозуля.